# 桑富村
桑富村（くわとみむら）は、愛知県宝飯郡にかつてあった村。
現在の豊川市（旧・一宮町）の一部（一宮町、大木町、西原町、足山田町、篠田町、大木新町通、本野ケ原の一部）に該当する。

## 歴史
- 1889年（明治22年）10月1日 - 一ノ宮村、大木村、西原村、足山田村、篠田村が合併し、桑富村が発足。
- 1906年（明治39年）7月1日 - 本茂村と合併し、一宮村が発足。同日桑富村は廃止。

## 教育
- 桑富第一小学校（現・豊川市立一宮西部小学校の前身校の一つ）
- 桑富第二小学校（現・豊川市立一宮西部小学校の前身校の一つ）
- 桑富第三小学校（現・豊川市立一宮西部小学校の前身校の一つ）

## 神社・仏閣
- 砥鹿神社